# Hrabstwo Fremont (Kolorado)
Hrabstwo Fremont (ang. Fremont County) – hrabstwo w stanie Kolorado w Stanach Zjednoczonych. Siedzibą administracyjną hrabstwa jest Cañon City.
Chociaż hrabstwo jest stosunkowo małe znajduje się w nim 11 operacyjnych więzień federalnych i stanowych, w których w 2017 roku przebywało ok. 7,6 tys. więźniów.

## Demografia
Według spisu w 2020 roku hrabstwo liczy 48,9 tys. mieszkańców, w tym 91,1% to byli biali, 4% to czarni lub Afroamerykanie i 1,9% to rdzenna ludność Ameryki. Latynosi stanowili 13,5% populacji, co jest znacznie poniżej średniej stanu Kolorado.
Pod względem religijnym w 2010 roku największą grupę stanowią osoby niestowarzyszone w żadnym związku wyznaniowym. Następnie przeważają katolicy (19,3%), oraz różnorodne kościoły protestanckie (18,2% – głównie: zielonoświątkowcy – 4,7% i baptyści – 4,0%). Istnieje także duża grupa mormonów (3,1%).

## Miasta
- Brookside
- Cañon City
- Coal Creek
- Florence
- Rockvale
- Williamsburg

## CDP
- Coaldale
- Cotopaxi
- Howard
- Lincoln Park
- Penrose